# Jason Köhnen
Bong-Ra
 (juin 2025).
Motif : Article créé d'abord sous le nom de scène de l'intéressé (Bong-Ra), puis recréé cette semaine sans DRP. Voir Discussion:Bong-Ra/Admissibilité (débat de 2014). Mais peut-être est-il, dix ans après, devenu admissible ?
- Archive Wikiwix
- Bing
- Cairn
- DuckDuckGo
- E. Universalis
- Gallica
- Google
- G. Books
- G. News
- G. Scholar
- Persée
- Qwant
- (zh) Baidu
- (ru) Yandex
- (wd) trouver des œuvres sur Wikidata

| 1. | Préciser le motif de la pose du bandeau. | Précisez le motif de la pose du bandeau en utilisant la syntaxe suivante : {{admissibilité à vérifier\|date=juin 2025\|motif=remplacez ce texte par le motif}}                    |
| 2. | Informer les utilisateurs concernés.     | Pensez à avertir le créateur de l'article, par exemple, en insérant le code ci-dessous sur sa page de discussion : {{subst:avertissement admissibilité à vérifier\|Jason Köhnen}} |

Jason Köhnen (né le 9 avril 1972 à Utrecht) est un musicien, compositeur et producteur néerlandais d'origine indonésienne.

## Biographie
Entre 1985 et 1991, Köhnen fréquente l'Alberdingk Thijm College. Entre 1993 et 1998, il étudie à la Hogeschool voor de Kunsten d'Utrecht dans la filière cinéma, où il obtient un master.
Connu depuis 1997 sous son nom d'artiste Bong-Ra en tant que DJ de breakcore et producteur de musique, Köhnen commence sa carrière musicale au début des années 1990 en tant que bassiste du groupe de metal gothique et stoner doom Celestial Season ainsi que du groupe de death metal Bluuurgh.... Il participe également à la création de plusieurs projets de dark jazz, comme Mansur, The Mount Fuji Doomjazz Corporation, The Kilimanjaro Darkjazz Ensemble ou The Lovecraft Sextet. Avec White Darkness, il se consacre principalement au drone doom, tandis qu'avec Deathstorm, il participe à un groupe de grindcore. En revanche, en tant que Bong-Ra, il joue de la jungle, du gabber et du breakcore. Dans son activité de DJ et de producteur, le sampling de morceaux de metal est considéré comme un élément de style typique pour lui.
En collaboration avec Árni Bergur Zoëga, Köhnen compose la musique du jeu PC Alone in the Dark sorti en 2024 chez THQ.  Il précise lui-même qu'il ne se rattache à aucun genre en particulier. Ses origines musicales se trouvent dans le metal, mais il est « influencé par tellement de genres qu'il est difficile d'en distinguer un en particulier ». 
En 2025, son morceau collaboratif Voodoom sous Bong-Ra atteint la 3e place des classements sur iTunes. Toujours sous Bong-Ra, il sort son album Black Noise qui est bien accueilli par l'ensemble de la presse spécialisée,,,,.

## Discographie partielle

### Sous Bong-Ra
- 1998 : New Millennium Dreadz (Djax Records)
- 1998 : Darkbreaks Volume 1 (Djax Records)
- 1998 : Darkbreaks Volume 2 (Djax Records)
- 2001 : Riddim Wars (Death$ucker Records)
- 2002 : Peel Session (Death$ucker Records)
- 2002 : Darkbreaks EP (Russian Roulette Recordings)
- 2002 : Clash001: Jungle Talk / Killah One (Clash Records)
- 2003 : Breakcore a Go-Go! (Supertracks)
- 2003 : Bikini Bandits, Kill! Kill! Kill! (Supertracks Records)
- 2003 : Clash002: as Killahman Machine (Clash Records)
- 2003 : Old-Skool Armageddon (Death$ucker Records)
- 2004 : Renegade Bubblin' (Supertracks Records)
- 2004 : Praying Mantis E.P. (Russian Roulette Recordings)
- 2004 : Conquering Lion (Hydrophonic Records)
- 2004 : Blood & Fire (Soothsayer Recordings)
- 2004 : Clash006: Soundwave / Warhead (Clash Records)
- 2005 : Warrior Sound (Supertracks Records)
- 2005 : Grindkrusher (Ad Noiseam)
- 2005 : Monsters of Mashup (w/ Enduser & Shitmat) (Ad Noiseam)
- 2005 : Colony of Electric Machines (Vynalogica)
- 2005 : I Am the God of Hellfire! (Ad Noiseam, Very Friendly / Supertracks Records)
- 2010 : Monster (EP) (Ad Noiseam)
- 2012 : Monolith LP (PRSPCT Recordings)
- 2025 : Black Noise